# Ponnycupen
Ponnycupen är en hopptävling för ridskolans ponnyryttare. Tävlingen finns i hela Sverige men man tävlar enskilt i varje län. Laget består av 6 ryttare och ett flertal reserver. Man åker till andra ridskolor och rider deras ponnyer och sedan kommer de till ens egen hemmaplan och rider ponnyerna där. Roo gård vann 2006 & 2007.